# Trimbach (Francja)
Trimbach – miejscowość i gmina we Francji, w regionie Grand Est, w departamencie Dolny Ren.
Według danych na rok 1990 gminę zamieszkiwało 346 osób, a gęstość zaludnienia wynosiła 88 osób/km² (wśród 903 gmin Alzacji Trimbach plasuje się na 563. miejscu pod względem liczby ludności, natomiast pod względem powierzchni na miejscu 564.).